# Регулирование городской колористики в России
Попытки упорядочивания планировки и размещения строений в России были связаны с развитием регулярного градостроительства на рубеже XVII—XVIII веков Первые требования к окраске зданий устанавливались императорскими указами и были связаны с началом строительства Санкт-Петербурга в начале XVIII века и восстановлением Москвы после пожара 1812 года.
В современной России регулирование городской колористики и обязательность соответствия окраски здания утверждённому архитектурному решению определяются на региональном уровне. Создание колористических паспортов, документально подтверждающих, что наружный цвет фасадов здания утверждён в соответствии с действующими в городе нормативными документами, впервые было внедрено в градостроительную практику в Москве с 1992 года. С 1997 года началась разработка колористических паспортов в цифровом виде. Опыт оформления разрешительной колористической документации распространяется и по другим регионам страны.
Колористический процесс имеет определённые фазы, каждая из которых вызвана доминированием определённого фактора...
Теперь, когда развёртывается сознательное формирование цветовой среды городов, требуется углублённое изучение колористического процесса, которое поможет совершенствовать методологию проектирования.

## Введение колористических норм

### В Европе
Начиная с античных времён цвет в архитектуре был одним из средств формирования внешнего пространства городской среды. В XVII—XVIII веках были сформулированы первые европейские правила её цветовой организации. Основным мотивом этих правил стала тенденция к ограничению палитры доминирующих цветов, обеспечивающей одновременно разнообразие колористических решений и гармонию с окружающей сложившейся застройкой и свойственным времени художественным вкусом.

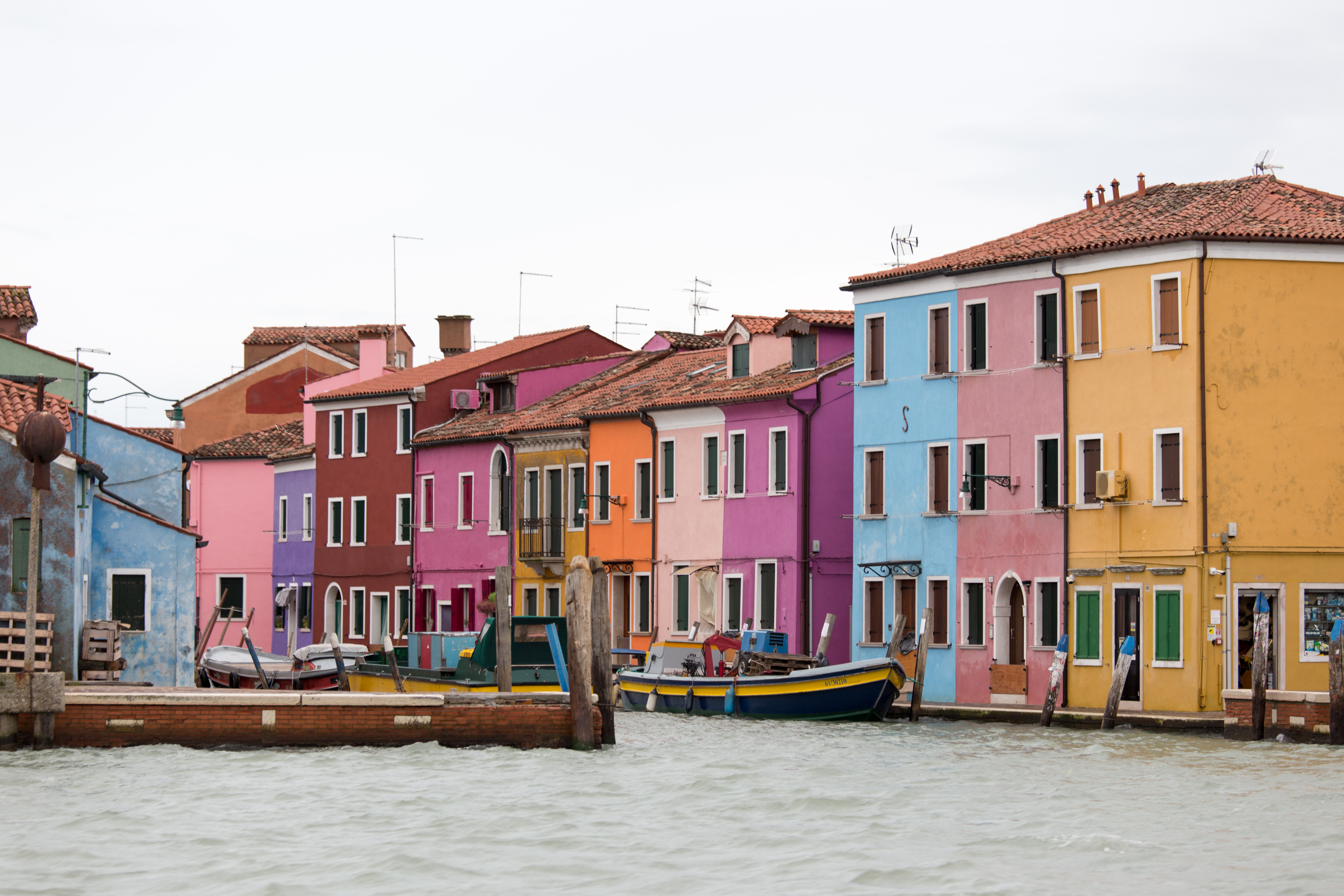
Для изменения исторического цвета домов Бурано (Италия)
требуется специальное разрешение

Особую роль колористическое нормирование приобрело в связи со сложившимся в середине XIX века в Европе критическим отношением к произволу в ремонте и восстановлении архитектурных памятников, в том числе с использованием материалов, свойства которых отличались от первоначальных. Концепция реставрации, зафиксированная принятой в 1964 году международным конгрессом архитекторов и специалистов по историческому наследию Венецианской хартией, включала в число критериев общественной ценности памятников архитектуры его аутентичность, относящуюся, в том числе, и к их окраске. Исходные данные для создания колористической части проекта реставрации могут быть получены по итогам исследования («зондирования», «санации») следов первоначального или более раннего цвета деталей сооружения, связанного с его художественным замыслом.
В начале XIX века разрабатывался цветовой план Турина, попытка восстановить который была предпринята в 1980-х годах итальянскими архитекторами-реставраторами. Их опыт восстановления исторической окраски более 2000 зданий «продемонстрировал эффективность системы, основанной на точном соблюдении проектной документации, не оставляющей места для произвольных решений».
В современной зарубежной практике нормы градостроительного регулирования применяются не только при реставрации исторических сооружений, но и в ходе работ по другим зданиям в соответствие с зональными руководствами по фасадам, которые содержит их возможные цветовые и декоративно-оформительские решения. Соответствие разработанных чертежей фасадов установленным нормам, оформленное в том числе в виде самостоятельного документа (паспорта), служит основанием для получения разрешения на строительство и эксплуатацию зданий.

### В России

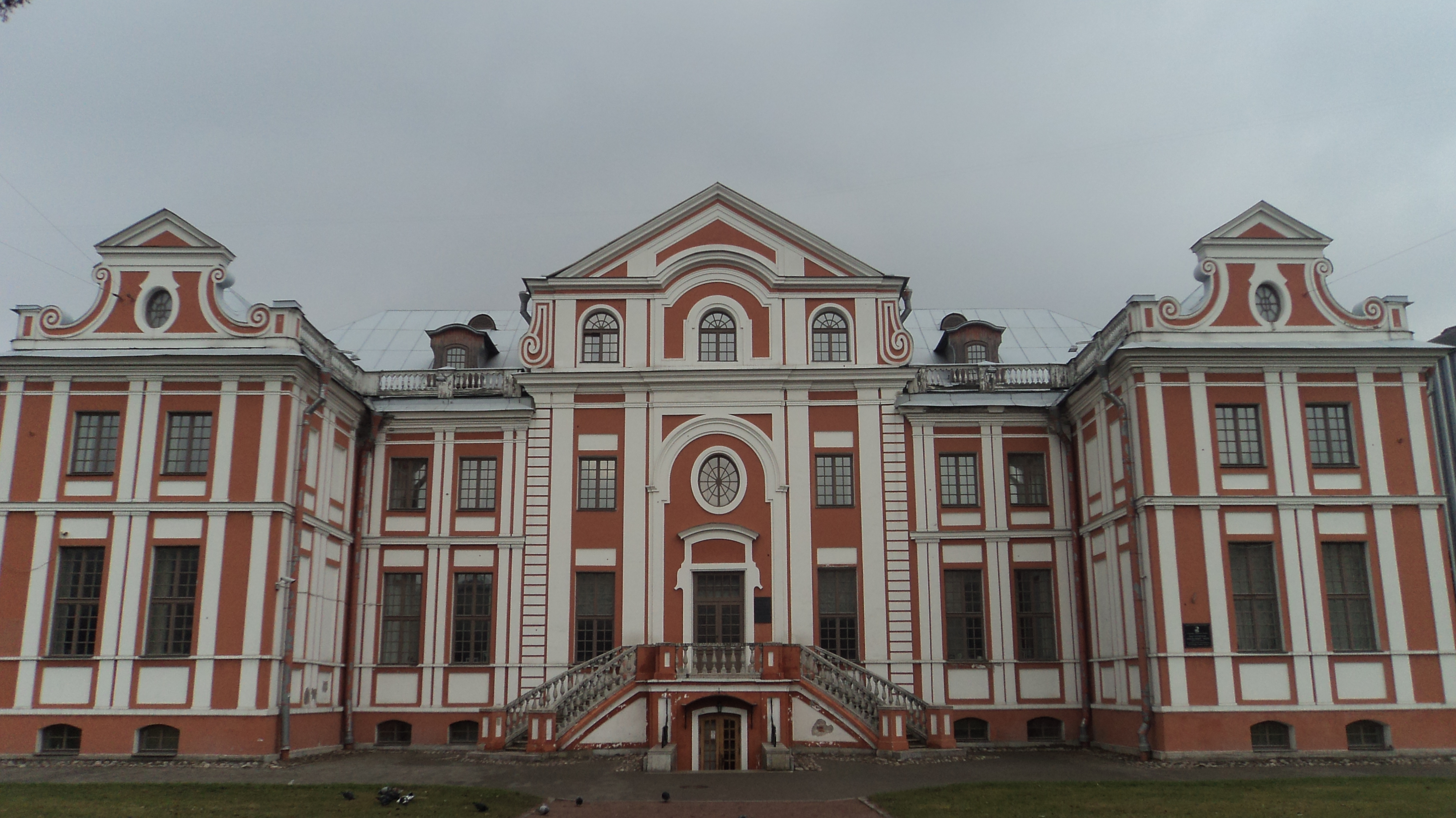
Двухцветный фасад Кикиных палат (1714—1720) в стиле петровского барокко.
Санкт-Петербург

В Российской империи до 1832 года нормирование художественного облика городов определялось именными императорскими указами и резолюциями на донесениях и докладах на высочайшее имя, а также распоряжениями Сената и правительства. Пётр I считал, что в застройке новой столицы должны были использоваться только красный и белый цвета.
Но уже при строительстве Большого Петергофского дворца, чтобы обеспечить его гармонию с зеленью дворцового парка и белизной фонтанов, Елизавета Петровна велела красить стены в зелёный и белый цвета.
В 1809—1817 годах для окраски фасадов построек в Санкт-Петербурге были утверждены, а потом и распространены на другие города России единые правила, предписывающие «не пестрить домы краскою», а красить дома лишь определёнными цветами. В соответствие с императорским указом от 13 декабря 1817 года, утвердившим перечень 8 «дозволенных» цветов, Министерству полиции было поручено разослать по губерниям «дощечки, сими красками выкрашенные, для показания настоящих цветов».
Инструментом регламентации растущего архитектурно-строительного дела стал Строительный устав 1832 года. Кроме устава, нормативную базу формирования внешнего облика городов составляли активно разрабатываемые, собранные в альбомы и рассылаемые по губерниям «образцовые» чертежи видов казённых и частных зданий, которые «служили руководством не только при постройке новых, но и при переделке старых зданий, где удобность позволит».
В 1843—1844 годах в колористические нормы в целях постройки «домов вида неединообразного» стали более либеральными — именным указом императора Николая I было дозволено «расписывать обывательские дома снаружи разноцветными красками», отметив их на рисунках фасадов, «к утверждению представляемых».
В Высочайше утверждённом 17 апреля 1869 года «Урочном положении для строительных работ» (1843 и 1887) были приведены списки красок для малярных работ на наружных стенах. Устанавливались также цвета фасадов и крыш зданий.
Список и состав цветов по известковой окраске

жёлтый — 25 фунтов светлой охры , 2 фунта клея;

серый — 0,18 пуда серой извести, 0,03 пуда олонецкой земли или  0,2 фунта голландской сажи;

светло-жёлтый — 0,18 пуда белой извести, 0,03 пуда светлой охры;

зелёный — 0,18 пуда белой извести, 0,06 пуда прозелени;

зеленовато-серый — 0,18 пуда белой извести, 0,035 пуда прозелени;

розовый — 0,18 пуда белой извести, 0,12 пуда черляди;

песчаный — 0,2 пуда белой извести, 0,5 пуда умбры.
В начале 1900-х годов художник M. В. Добужинский (в сравнении с виденными в Европе «монохромными городами») отмечал «многокрасочность» Петербурга, в котором «встречались красные, зеленые, белые, розовые, коричневые дома и домики вперемежку с казенными зданиями, выкрашенными в классическую желтую охру».

### В Москве
В Москве первые попытки регулирования и закрепления норм строительства и каменных домов были осуществлены в конце XVII — начале XVIII веков. Указы государя Федора Алексеевича положили начало истории документирования отечественной городской колористики.
Особенностью патриархального московского городского пейзажа в отличие от тяготеющего к доминирующим линейным ансамблям архитектурного пейзажа Петербурга был усадебный характер застройки. Барские особняки, зачастую отодвинутые от уличной «красной линии» и окружённые разного рода службами и палисадниками, разрывали его непрерывность — «каждый дом был отдельной архитектурной, бытовой и владельческой единицей».
Для восстановлении разрушенной при французском нашествии Москвы некоторые правила колористики зданий были определены утверждённой Александром I в 1813 году Комиссией о строении, в состав которой вошёл архитектор О. И. Бове, заведовавший «фасаднической частью». Комиссии предписывалось следить за унификацией постройки частных и казённых зданий в соответствии «выданным планам и фасадам» и надзор «за добротою материалов к построению нужных».
В 1816 году императору не понравились свежевыкрашенные постройки, и он повелел, «чтобы впредь дома и заборы крашены были нежнее и лучшими красками, для чего и назначены колера: „дикой“, „бланжевый“, „палевый“ и „с прозеленью“, а каменные могут быть и выбеленные», и обязал брать с владельцев подписки, «чтобы они по обштукатурке оных красили дома свои не иначе, как светлыми красками, как то: светло-жёлтою или бледно-зеленою, светло-серою и белою». Записи в журналах комиссии свидетельствовали, что она не только извещала жителей о вводимых строительных нормах, в том числе связанных с городской колористикой, но и строго следила за их надлежащим исполнением.
По утверждённому 20 марта 1862 года «Положению об общественном управлении Москвы» регулирование застройкой и планировкой города из ведения правительства передано Московской городской думе. Ответственность за архитектурно-строительные работы и регулярное подновление наружных стен сооружений Кремля с 1886 года была возложена на Московское дворцовое управление, сформированное на базе существовавшей ранее Экспедиции кремлёвского строения. 6 ноября 1902 года художник В. М. Васнецов писал чиновнику этого управления С. П. Бартеневу — инициатору разработки нового проекта раскраски Большого Кремлёвского дворца о необходимости предварительной поэтапной зачистки («санации») фасадов здания, чтобы уяснить «мотивы для проекта окраски».
Порядок составления на каждое здание специального документа сохранялся до 1917 года. В 1929 году Моссовет не утвердил представленный трестом «Малярстрой» (художник Л. М. Антокольский) «Проект плановой окраски Москвы». Разработчики проекта предлагали красить здания «стойкими красителями» и запретить самочинную перекраску их фасадов.

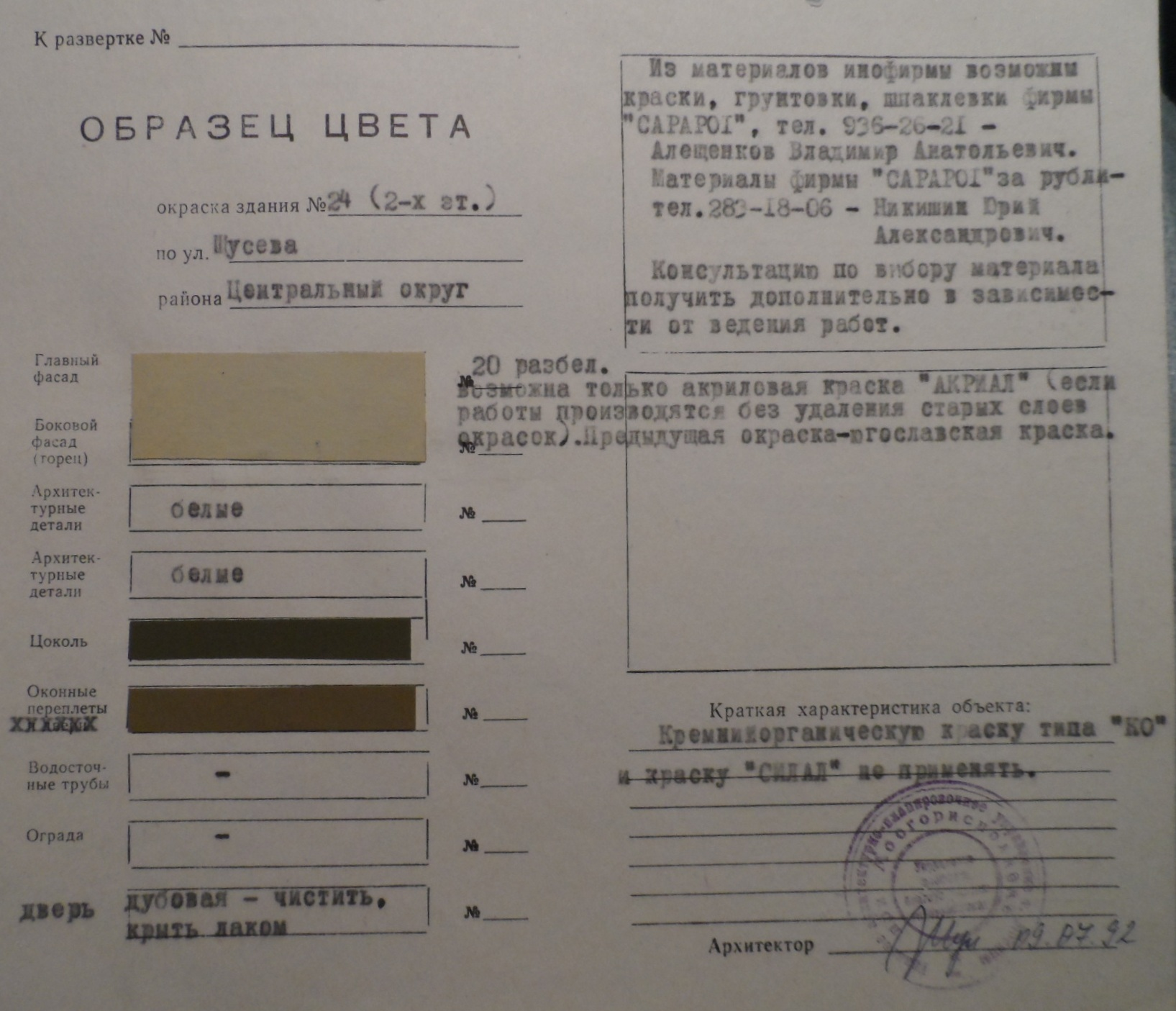
Пример зарегистрированного в 1992 году колористического решения фасада (Москва, Щусева, 24).
Образцы цветов вклеены вручную

#### Документирование колористического решения
Основным назначением паспорта является фиксация цветов фасадов, архитектурных деталей, цоколей, оконных переплётов, дверей, кровли, ограждений и др. В условиях, когда к строительным и реконструкционным работам подключается большое число фирм, инструментов внедрения научно-обоснованной цветовой концепции в практику градостроительства является закреплённое в паспорте колористическое решение. Решение по фасадам формируется с учётом функционального назначения объекта, его местоположения, стилистики и колористики окружающей застройки, требований сбережения исторической традиции. Такой подход был положен в основу принятых московским правительством нормативных градостроительных документов.
Практика создания и применения колористических паспортов возродилась в России во второй половине 1990-х. Инициаторами их возобновления стали главный художник Москвы Андрей Владимирович Ефимов, руководитель программы работ по формированию колористической среды районов города и начальник отдела окраски и отделки фасадов зданий Управления городского дизайна Комитета по архитектуре и градостроительству города Москвы (Москомархитектуры) Лариса Владимировна Жук, выпускница Московского архитектурного института (МАРХИ).
Л. В. Жук была автором колористических решений большого количества фасадов зданий города — Музыкального театра имени К. С. Станиславского и Вл. И. Немировича-Данченко на Б. Дмитровке, Театра М. Розовского у Никитских ворот, комплекса зданий на Б. Якиманке, Б. Молчановке, Б. Ордынке и др. При реализации программы подготовке к 850-летию Москвы в 1994—1995 годах Лариса Жук руководила разработками колористики фасадов всех зданий Бульварного кольца.
Закон города Москвы от 1 июля 1996 года № 22 «О поддержании в исправном состоянии и сохранении фасадов зданий и сооружений на территории города Москвы» определил обязательный характер колористического паспорта Москомархитектуры при окраске фасадов зданий.
Значимость организации системного подхода к реализации программ по колористике районов Москвы была подтверждена Постановлением Правительства Москвы от 26.11.1996 N 940 «О комплексном благоустройстве Москвы: колористика, архитектурное освещение, ландшафтная архитектура».
Созданная в эти годы специально для Москвы с учётом исторической архитектурной традиции и современных технологий работ цветовая палитра была утверждена приказом председателя Москомархитектуры, главного архитектора Москвы А. В. Кузьмина N 98 от 07.09.2000 о внесении изменений в приказ МКА от 29.06.2000 N 76 «О порядке разработки документации по колористическому решению фасадов объектов в Москве».
С 2010 года в МАРХИ было открыто новое направление подготовки «Дизайн архитектурной среды» c самостоятельной дисциплиной — архитектурная колористика.
С целью оптимизации системы цветового оформления городских кварталов Москомархитектурой в 2018 году предложен альбом типовых колористических решений фасадов зданий, строений и сооружений, возводимых в Москве по серийным проектам.

#### Компьютеризация паспортов

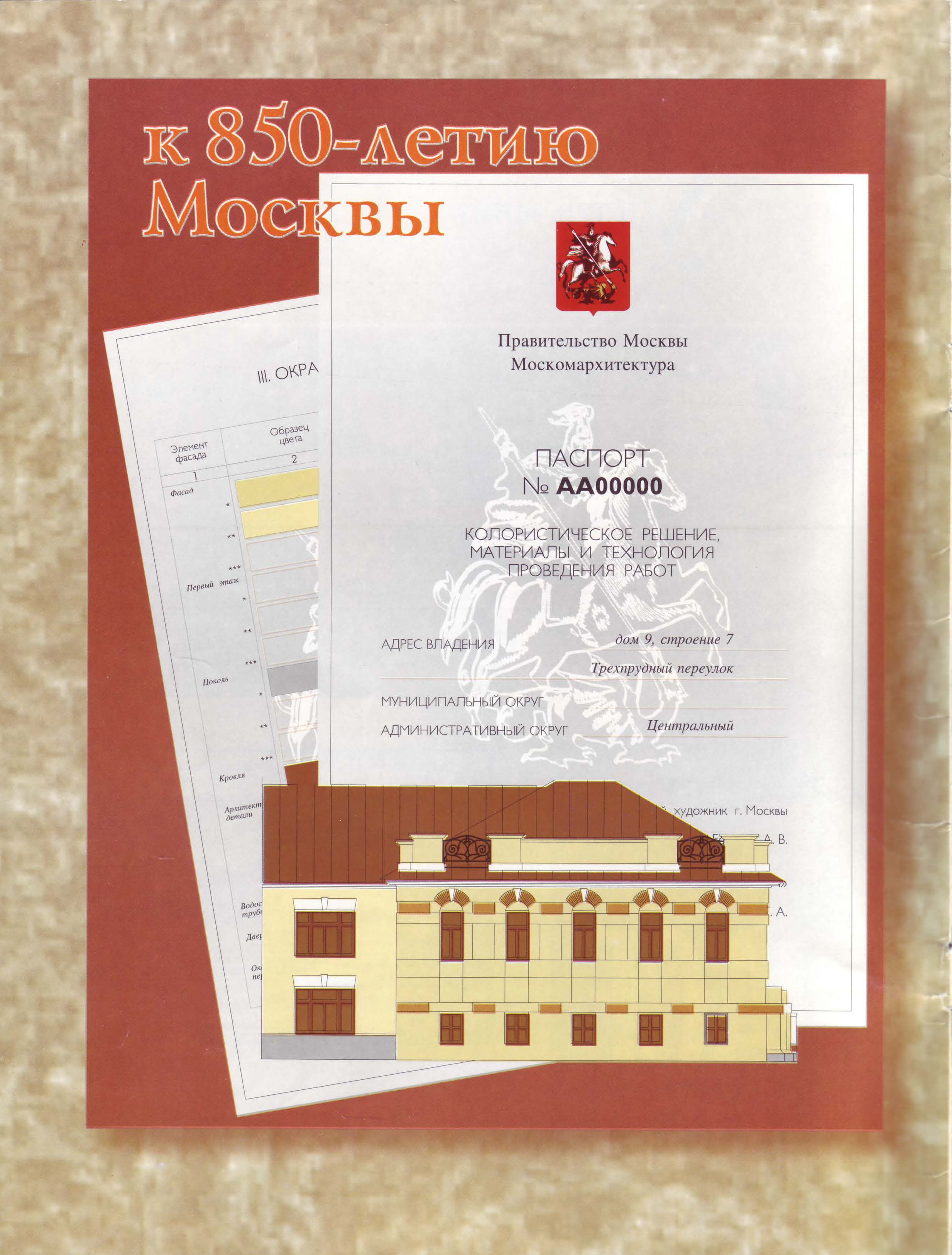
Проект колористического паспорта и макет цветового решения фасада

В рамках совместных работ Москомархитектуры, Института электронных управляющих машин (ИНЭУМ) и дизайн-студии ВИГРАФ был создан прототип автоматизированной системы информационного обеспечения колористической концепции и разработаны формы бланков колористических паспортов, использовавших все возможности компьютерной графики и организации баз данных.
С 1997 по 2012 годы архитектурно-колористические решения на основании заявок в ГУП «Главное архитектурно-планировочное управление Москомархитектуры» готовились в мастерской архитектурной колористики (Центр Цвета города) Моспроекта-3.

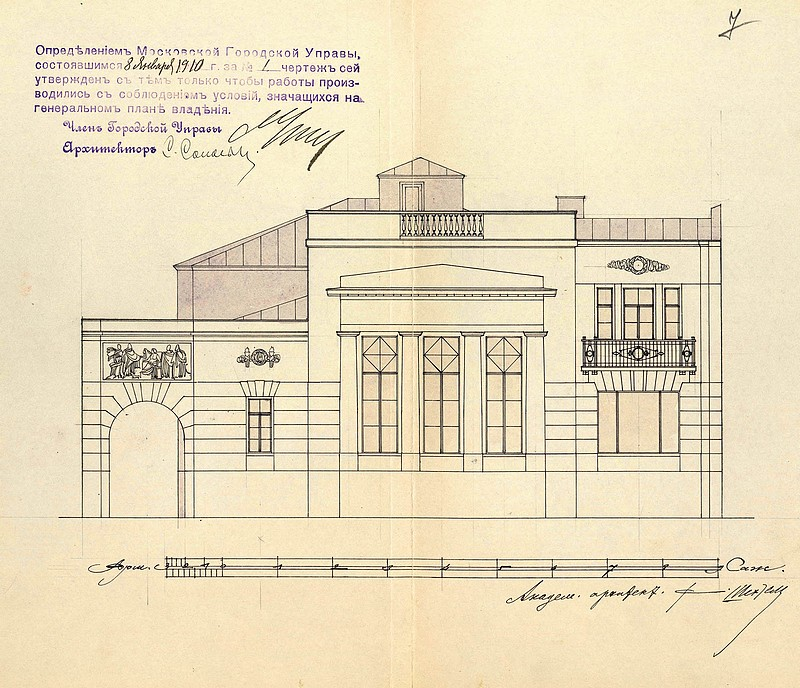
Ф. О. Шехтель (1859—1926). Проект собственного дома на Большой Садовой улице в Москве

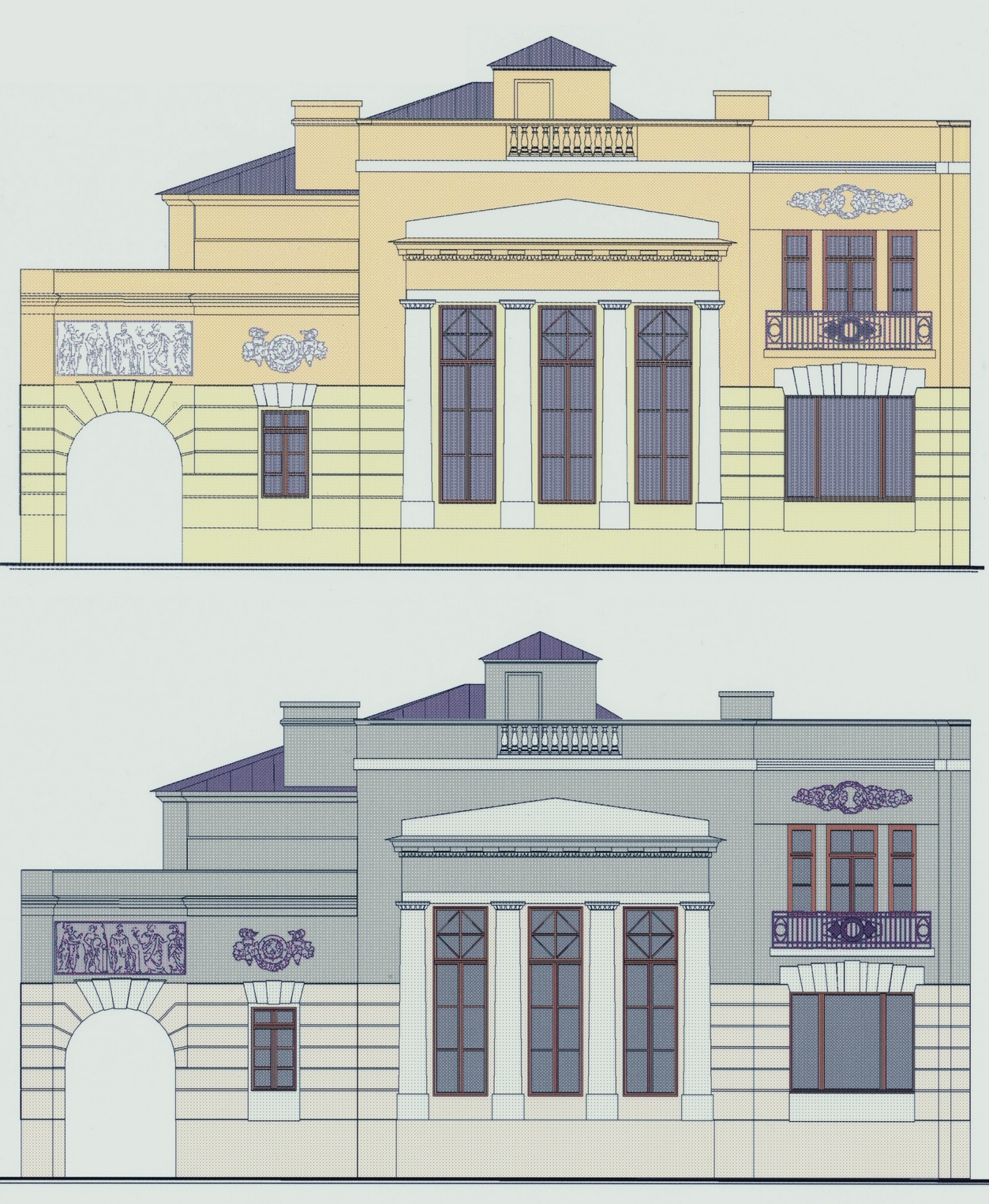
Компьютерные варианты колористических решений дома Шехтеля

В 1996 году по инициативе А. В. Ефимова на базе мастерской архитектурной колористики № 10 ГУП «Моспроект-3» для решения проблем колористики городской среды был создан Центр цвета города. Основным направлением деятельности Центра цвета города стали разработка архитектурных разделов паспортов «Колористическое решение, материалы и технология проведения работ», а также изготовление архитектурных проектов реконструкции фасадов зданий. С 2008 года до начала 2013 года Центр цвета города был одной из головных организаций по реализации городской целевой программы комплексного капитального ремонта в части колористики фасадов реконструируемых жилых домов. Масштабными работами Центра цвета города в 2008—2013 годах стали комплексное колористическое решение застройки Садового и Бульварного колец города, концепции колористического решения многих исторических улиц и площадей, а также не одна тысяча локальных проектов колористических решений зданий и сооружений.
Технологический раздел колористических паспортов разрабатывался специалистами-технологами Центра «Энлаком» — экспертно-научной организации в области технологии устройства, проектирования и обследования фасадов.
В целях совершенствования порядка формирования архитектурно-художественного облика города столичное правительство утвердило постановление о колористических решениях фасадов зданий, строений, сооружений в Москве, определившее порядок разработки типовых и индивидуальных колористических решений, в том числе фасадов объектов культурного наследия. В соответствие с приложением 3 постановления Правительства Москвы от 28 марта 2012 года N 114-ПП колористический паспорт должен содержать разделы:
- общие сведения о здании;
- градостроительные и функциональные характеристики здания и территориальной зоны;
- архитектурно-художественные сведения о здании и текущем состоянии его отделки;
- фотофиксация здания и окружающей застройки;
- колористические решения фасадов;
- технологические характеристики окраски и отделки здания.

Приведенное в постановлении N 114-ПП (редакция 2019 года) «Положение о паспорте» допускает разработку до трёх вариантов колористического решения фасадов с соответствующей маркировкой цвета в системах RAL, NCS, которая характеризуется изменением насыщенности цвета не более чем на 5 %.
Компьютеризация выбора и фиксации в паспорте колористических решений в рамках стандартизованных каталогов цветов открывает возможности применения технологий компьютерного колерования и автоматического дозирования для подбора требуемых оттенков на стадии заказа и производства красок.
Перечень актуальных колористический паспортов доступен на портале открытых данных Правительства Москвы

### В других городах РФ

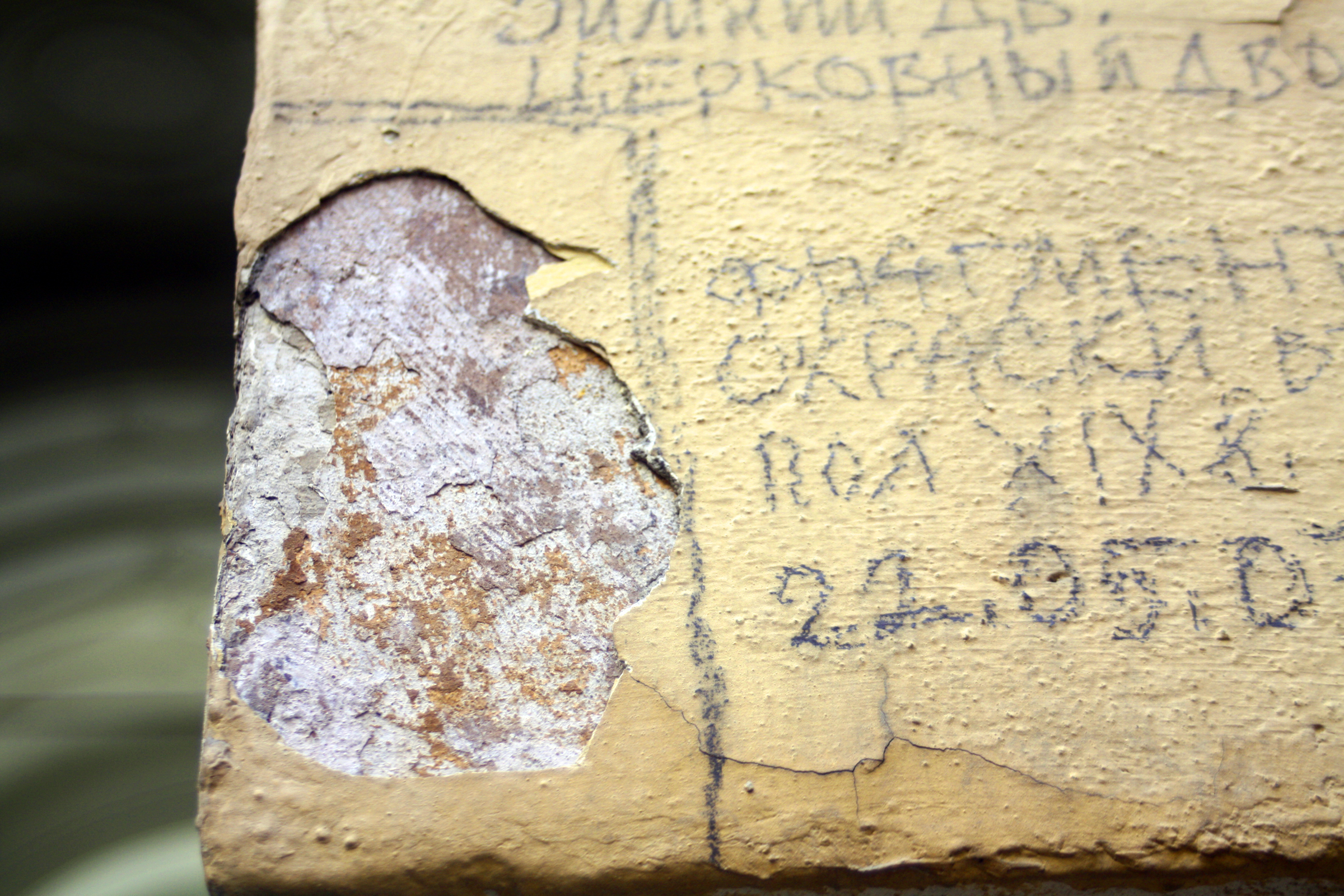
Фрагмент расчистки исторической окраски фасадов Зимнего дворца в Санкт-Петербурге

Московский опыт разработки концепций и оформления практических цветовых решений в городской застройке использован в различных регионах Российской Федерации.
В Санкт-Петербурге цветовое решение фасадов зданий в соответствии с Административным регламентом, утверждённым распоряжением Комитета по градостроительству и архитектуре Правительство Санкт-Петербурга от 3 мая 2017 года, определяется колерным бланком на основе исторической палитры цветов города.
Внедрение колористических паспортов вошло в градостроительную практику и в других городах РФ.

## Комментарии
1. ↑  Первые типовые проекты использовались уже с начала строительства Санкт-Петербурга.
2. ↑  «Дикой» — голубо-серый, «бланжевый» — телесный, «палевый» — соломенный, «с прозеленью» — бледно-зелёный.
3. ↑  Руководитель Центра цвета города— доктор архитектуры Т. С. Семёнова
4. ↑  Руководитель Центра «Энлаком» — Т. А. Усатова, выпускница химфака МГУ им. Ломоносова